# Donja Slabinja
Donja Slabinja (szerbül: Доња Слабиња), falu Bosznia-Hercegovinában, Bosanska krajina területén, Kozarska Dubica községben, a Szerb Köztársaságban. 

## Fekvése
Bosznia-Hercegovina északi részén, Banja Lukától légvonalban 62, közúton 80 km-re északnyugatra, községközpontjától légvonalban 13, közúton 16 km-re nyugatra, 115 – 250 méteres tengerszint feletti magasságban, az Una völgyétől délre elterülő dombvidéken fekszik. A falun keresztül folyik a Slabinja-patak. Több, kis településből áll.

## Népessége
| Nemzetiségi csoport | Népesség 1991 | Népesség 2013 |
| ------------------- | ------------- | ------------- |
| Szerb               | 469           | 266           |
| Bosnyák             | 0             | 0             |
| Horvát              | 0             | 1             |
| Jugoszláv           | 9             | 0             |
| Egyéb               | 4             | 1             |
| Összesen            | 482           | 268           |

## Története
A régészeti leletek tanúsága szerint területén már az őskorban is éltek emberek. Ezt támasztják alá az Umke nevű lelőhelyen található őskori halmok és a Velika Gradina-i őskori erődítmény maradványai, melyet a leletek tanúsága szerint a rómaiak is tovább használtak. A középkorban is állt egy vár a területén, amelyet azonban még nem sikerült a középkori forrásokban azonosítani. A térség 1538-ban a közeli Dubica elestével került az oszmánok fennhatósága alá.
A település 1878-ig tartozott az Oszmán Birodalomhoz, ekkor a berlini kongresszus határozata alapján az Osztrák-Magyar Monarchia része lett. 1879-ben az első osztrák-magyar népszámlálás során a Kostajnicai járáshoz tartozó Slabinja község részeként magának Slabinjának 133 háztartása és 867 ortodox szerb lakosa volt.1910-ben a Kostajnicai járásba tartozó Slabinja községben 126 háztartást, 985 ortodox szerb, 2 muszlim és 2 katolikus lakost találtak. A monarchia szétesésével 1918-ben előbb a Szerb-Horvát-Szlovén Királyság, majd 1929-től a Jugoszláv Királyság része. 1921-ben Slabinja községnek 145 háztartása és 1090 lakosa volt. Jugoszlávia megszállása után a falu a Független Horvát Állam (NDH) része lett. 1945-től a település a szocialista Jugoszlávia része volt. A Bosznia-Hercegovinában zajló polgárháború idején a település a Boszniai Szerb Köztársaság része volt. 1995. szeptember 18-án és 19-én az Una horvát hadművelet keretében Kozarska Dubica község területét megtámadta a Horvát Köztársaság hadserege (HV). Ezt a támadást a Boszniai Szerb Köztársaság hadserege (VRS) és a helyi lakosság visszaverte. A daytoni békeszerződést követő területfelosztásnál a település, Kozarska Dubica község részeként a Szerb Köztársaság területéhez került.

## Nevezetességei
- Szent Illés próféta tiszteletére szentelt ortodox temploma. A Donja Slabinja-i Szent Illés-templomot 1899-ben építették és 1901-ben szentelték fel. Túlélte az összes háborút, de a legutóbbi földrengésben súlyos károkat szenvedett, ezért újjá kellene építeni. Egyhajós, keletelt épület félközíves apszissal, harangtornya a nyugati homlokzat felett áll. Mellette az elesett harcosok emlékműve található.

- Gradina – Ismeretlen nevű középkori vár maradványai. A maradványok, melyek sáncok, védőárkok nyomaiból és helyenként falmaradványokból állnak, a Palež nevű részen, egy hosszúkás dombháton találhatók.[4]

- Umke – öt, nagyobb őskori tumulus. közülük a legnagyobb, a „Velika Umka” 50-60 méteres átmérújű és 10 méter magas. A második legnagyobb 35 méteres átmérőjű és 6 méter magas, míg a másik három ennél valamivel kisebb. A halmok még nincsenek feltárva, de feltételezik, hogy sírhalmok, vagy kultikus célokat szolgáló objektumok lehetnek. Valószínűleg bronzkoriak, vagy vaskoriak.[4]

- Velika Gradina – őskori erődítmény és római építmények maradványai. A lelőhelyen erődítések nyomai nem látszódnak, de platója három oldalról meredeken lejt. Az őskori leletek mellett főleg római kerámiák és kőfalak maradványai találhatók. Korát a vaskorban és a római korban határozták meg.[4]